# Кирило Блідий
Кирило Русланович Тимошенко (нар. 31 березня 1997, Зміїв, Харківська область, Україна), більш відомий як Кірілл Блєдний — український музикант, лідер рок-гурту «Пошлая Молли».

## Біографія
Кирило народився в Змієві, почав грати на гітарі у віці 14 років, до цього читав реп. До захоплення рок-музикою його наштовхнула творчість американського гурту Mindless Self Indulgence та Курта Кобейна. Кирило захоплювався Емінемом і гуртом «Нервы». Прізвисько «Блєдний» з'явилося після того, як він уперше спробував курити марихуану та сильно зблід. Він вступив до технікуму, навчався заочно, але покинув навчання, аби почати заробляти й випустити перший альбом. Батьки це не схвалили, але й зупиняти сина не стали. До початку музичної кар'єри працював охоронцем у супермаркеті, жив самостійно і записував перші треки.
«Пошлую Молли» Кирило створив у 2016 році. Перший концерт гурту відбувся 2016 року, але глядачами в основному були друзі та знайомі Кирила. Наступного виступу виконавці розраховували побачити близько 150 глядачів, але в залі виявилося 400 осіб, не зважаючи на те, що гурт готовий був виконати всього три пісні. У розкрутку свого проєкту Блєдний не вкладав грошей; популярність почала зростати через пабліки Вконтакті, які зацікавилися гуртом.
Перший альбом «8 способов как бросить дрочить» він випустив у 2017 році. Після успіху Кирило став гостем декількох ютуб-шоу. У січні 2018 року вийшов наступний альбом — «Грустная девчонка с глазами как у собаки». У тому ж році Кирило дав інтерв'ю Юрію Дудю. У цей час на концертах гурт збирав уже декілька тисяч осіб. У кінці 2018 року гурт випустив міні-альбом «Очень страшная Молли 3 (Часть 1)».
Після перерви, у кінці 2019 року виконавець знявся в ютуб-шоу «Музыкалити» на каналі Gazgolder, у лютому 2020 року випустив новий міні-альбом Paycheck. Пізніше музикант був запрошений на зйомки програми «Вечірній Ургант», у грудні брав участь в інтернет-концерті «Пошлой Молли» на МТС Live.
2020 рік також ознаменувався тим, що виконавця звинуватили в сексуальних домаганнях через відео дівчини в TikTok, яка стверджувала, що Кирило домагався до неї, у той час як сам музикант заперечував усі звинувачення.
На початку кар'єри Кирило критикував сучасних виконавців, засуджував тих, хто створює композиції для певної авдиторії та робить із творчості бізнес. Найкращим репером він називав Пашу Техніка, а на ютуб шоу казав, що ненавидить Imagine Dragons, OneRepublic, Coldplay та Елджея. Пізніше, у 2020 році він змінив свою думку: на інтерв'ю THT Music виконавець вибачився перед Елджеєм.
21 серпня 2021 року під час концерту в Геленджику Кирила затримали на 48 годин у поліцейській дільниці. Йому загрожувало до 15 днів арешту, але все обійшлося штрафом. Причиною затримання виявився «п'яний бешкет»: у кінці виступу Кирило запросив глядачів на сцену, почалася тиснява.
У листопаді 2023 Кирило Тимошенко в Польщі виклав відео, де висловив невдоволення з приводу польської мови, та запропонував полякам перейти на «нормальну» мову — російську. Також він порадив Польщі знову стати частиною Російської імперії. Після обурення підписників він заявив, що відео начебто було пародією. В результаті 7 листопада компанія-організатор «Winiary Bookings» скасувала всі концерти гурту у Польщі через антипольські висловлювання вокаліста. 20 грудня 2024 року ЄС заборонив  на 10 років йому в'їзд.

## Сольна дискографія
- 2018 — Бобёр (DJSYMBIOTHIC разом із Dropbled)